# Casino Goa
El Casino Goa es un casino ubicado costa afuera en Panaji en Goa, India. El casino está situado en un yate, el M.V. Caravela, anclado en el río Mandovi. El buque casino es de 110 millones de rupias y es propiedad del Placer Advani Cruise Co Ltd como una empresa conjunta entre esta y Casinos Austria. Tiene alrededor de once mesas de ruletas estadounidenses, Black Jack y Paplu (Rummy), además de algunas máquinas electrónicas tragamonedas. La empresa tiene que pagar una cuota de licencia de Rs. 500.000 anualmente.